# 樹兜駅
樹兜駅（じゅとうえき）は中華人民共和国福建省福州市鼓楼区にある福州地下鉄1号線の駅。2017年1月6日に開業した。

## 駅構造
島式ホーム1面2線を有する地下駅であり、出口は3か所ある。

### 駅階層
| 地面     |                              | 出入口                         |
| 地下1階  | ホール                       | 改札口、駅事務所               |
| 地下2 階 | ■1番線                       | → ← ■1号線 象峰方面 （斗門）   |
| 地下2 階 | 島式ホーム、左側のドアが開く |                                |
| 地下2 階 | ■2番線                       | → ■1号線 三江口方面 （屏山） → |

## 駅周辺
周辺は住宅や学校が多い。
- 福建中医薬大学
- 福建省第二人民医院
- 福建経覧会展中心
- 福州大劇場
- 福州屏東中学
- 福州市行政サービスセンター
- 鼓楼区行政サービスセンター
- 銀河花園ホテル
- 温泉公園

## 歴史
- 2011年12月16日 - 駅の工事が開始[3]。
- 2013年9月11日 - 斗門〜樹兜間のトンネルが貫通する[4]。
- 2017年1月6日 - 開業[1][2]。

## 隣の駅
福州地下鉄
■1号線
斗門駅 - 樹兜駅 - 屏山駅